# Британска Девичанска Острва на Светском првенству у атлетици на отвореном 2017.
Британска Девичанска Острва су учествовала на Светском првенству у атлетици на отвореном 2017. одржаном у Лондону од 4. до 13. августа шеснаести пут, односно учествовала су на свим првенствима до данас. Репрезентацију Британских Девичанских Острва представљала су 3 такмичара (1 мушкарац и 2 жене) који су се такмичили у 3 дисциплине (1 мушка и 2 женске).,
На овом првенству Британска Девичанска Острва нису освојила ниједну медаљу. У табели успешности према броју и пласману такмичара који су учествовали у финалним такмичењима (првих 8 такмичара) Британска Девичанска Острва су са 1 учесником у финалу делила 58. место са 1 бодова.
| Плас. | Земља                       | 1. место | 2. место | 3. место | 4. место | 5. место | 6. место | 7. место | 8. место | Бр. фин. | Бод. |
| ----- | --------------------------- | -------- | -------- | -------- | -------- | -------- | -------- | -------- | -------- | -------- | ---- |
| =58.  | Британска Девичанска Острва | 0        | 0        | 0        | 0        | 0        | 0        | 1        | 0        | 1        | 2    |

## Учесници
| Мушкарци: - Кирон Макмастер — 400 м препоне | Жене: - Ешли Кели — 400 м - Шантел Малон — Скок удаљ |  |

## Резултати

### Мушкарци
| Атлетичар       | Дисциплина    | Лични рекорд | Квалификације   | Квалификације   | Полуфинале           | Полуфинале           | Финале               | Финале               | Детаљи                                  |
| Атлетичар       | Дисциплина    | Лични рекорд | Резултат        | Место           | Резултат             | Место                | Резултат             | Место                | Детаљи                                  |
| --------------- | ------------- | ------------ | --------------- | --------------- | -------------------- | -------------------- | -------------------- | -------------------- | --------------------------------------- |
| Кирон Макмастер | 400 м препоне | 47,80 НР     | Дисквалификован | Дисквалификован | Није се квалификовао | Није се квалификовао | Није се квалификовао | Није се квалификовао | Архивирано на веб-сајту (6. април 2018) |

### Жене
| Атлетичарка  | Дисциплина | Лични рекорд | Квалификације   | Квалификације | Полуфинале | Полуфинале | Финале                | Финале  | Детаљи |
| Атлетичарка  | Дисциплина | Лични рекорд | Резултат        | Место         | Резултат   | Место      | Резултат              | Место   | Детаљи |
| ------------ | ---------- | ------------ | --------------- | ------------- | ---------- | ---------- | --------------------- | ------- | ------ |
| Ешли Кели    | 400 м      | 51,63 НР     | 52,70 (.700) КВ | 3. у гр. 1    | 54,50      | 8. у гр. 1 | Није се квалификовала | 23 / 49 |        |
| Шантел Малон | Скок удаљ  | 6,69 НР      | 6,52 кв         | 6. у гр. А    |            |            | 6,57                  | 7 / 30  |        |